# Wet Leg (album)
Wet Leg è il primo ed eponimo album in studio del gruppo musicale britannico Wet Leg, pubblicato nel 2022.

## Tracce
1. Being in Love – 2:02
2. Chaise Longue – 3:19
3. Angelica – 3:52
4. I Don't Wanna Go Out – 3:41
5. Wet Dream – 2:20
6. Convincing – 2:37
7. Loving You – 3:39
8. Ur Mum – 3:21
9. Oh No – 2:29
10. Piece of Shit – 2:48
11. Supermarket – 3:10
12. Too Late Now – 3:29

Vinile 7" Bonus Edizione Deluxe
1. It's Not Fun – 2:49
2. It's a Shame – 3:33

## Formazione
- Rhian Teasdale – voce, chitarra
- Hester Chambers – chitarra, voce
- Michael Champion – basso
- Henry Holmes – batteria, voce
- Dan Carey – sintetizzatore, programmazioni (tracce 1, 3-12)
- Jon McMullen – sintetizzatore, programmazioni (traccia 2)

## Classifiche
| Classifica (2022) | Posizione raggiunta |
| ----------------- | ------------------- |
| Regno Unito       | 1                   |
| Stati Uniti       | 14                  |